# Ilarion cel Mare
Ilarion cel Mare, cunoscut și ca Ilarion de Gaza, (n. 291 d.Hr., Gaza, Imperiul Roman – d. 372 d.Hr., Pafos, Eparchia Pafou, Cipru) a fost un ascet creștin din secolul al IV-lea. Numele său este o forma grecizată a cuvântului latin „Ilarius”, care înseamnă „cel vesel”.

## Viața
Principala biografie a sa, cu titlul Vita Hilarionis, a fost scrisă în anii 390-392 de Ieronim.